# Håkon Kornstad
Håkon Ganes Kornstad (nacido el 5 de abril de 1977 en Oslo, Noruega) es un músico de jazz noruego. Sus instrumentos son el saxofón tenor, saxofón bajo y flauta. De igual forma, es un  cantante de formación clásica (tenor), conocido por bandas como Wibutee y Kornstad Trio, y colaboraciones con músicos como Ketil Bjørnstad, Anja Garbarek, Live Maria Roggen, Bugge Wesseltoft, Sidsel Endresen, Paal Nilssen-Love, Mats Eilertsen, Knut Reiersrud, Jon Christensen, Eivind Aarset y Pat Metheny.

## Biografía

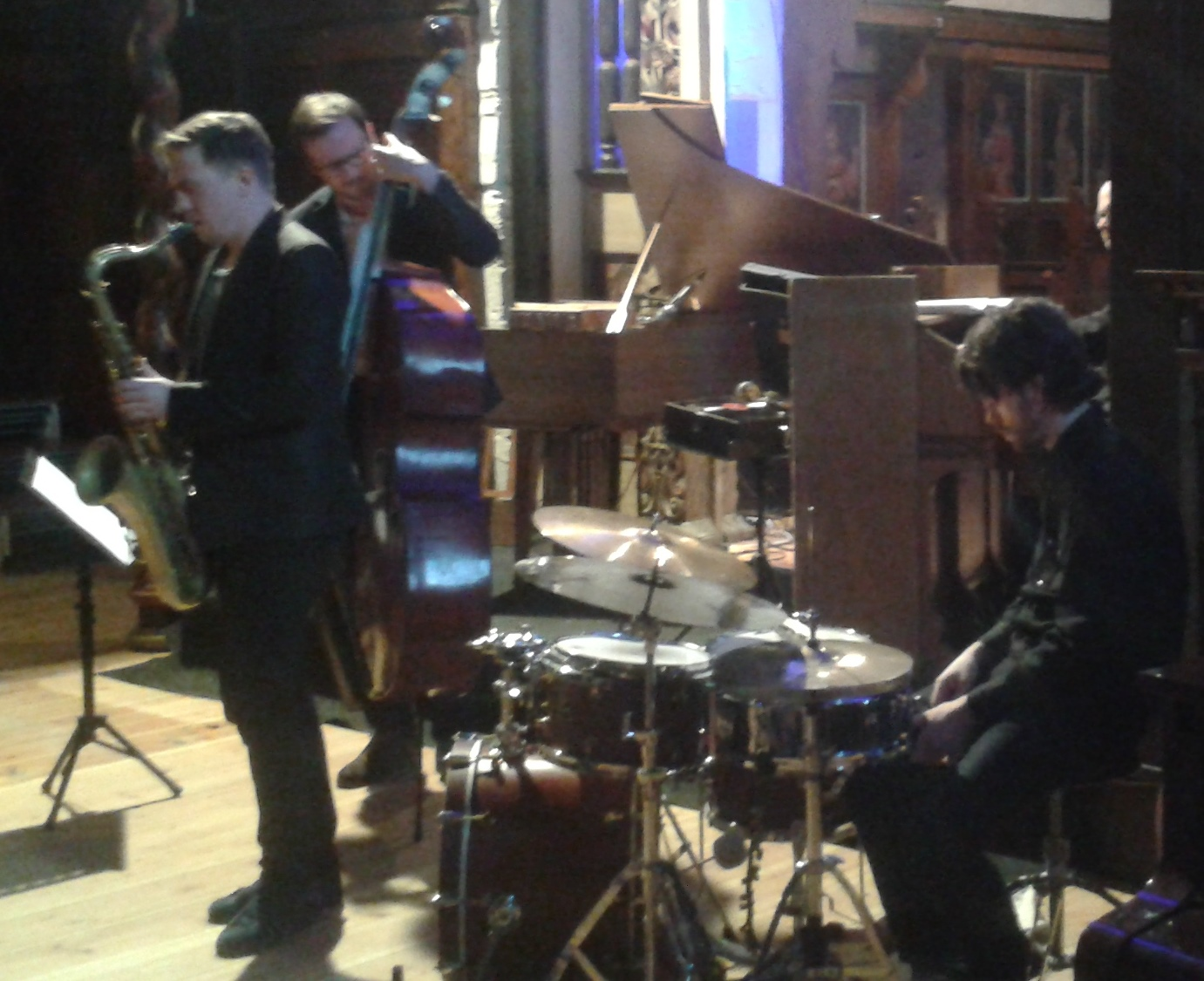
Kornstad's Tenor Battle en Vangskyrkja en el festival Vossajazz 2016.

Kornstad fue educado en el Programa de Jazz en Trondheim Musikkonservatorium. Durante sus estudios fundó el trío de jazz Triangle, junto con Per Zanussi (bajo) y Wetle Holte (batería). Más tarde, Erlend Skomsvoll (piano) y Live Maria Roggen (voz) se unieron a la banda, y esta formación evolucionó para convertirse en la banda Wibutee (1998). También formó el Håkon Kornstad Trio con Paal Nilssen-Love y Mats Eilertsen (1998-2003). La colaboración de Kornstad con Håvard Wiik se manifestó en dos álbumes de grabaciones duo en 2001. Participó con las bandas de improvisación libre Tri-Dim y No Spaghetti Edition, y comenzó la banda Atomic en 2000. Kornstad también ha sido parte de las bandas de Bugge. Wesseltoft (1999-2003), Anja Garbarek (2006-) y Sidsel Endresen (2008 -).
Desde 2003, Kornstad se ha centrado en sus proyectos en solitario, en los que toca saxofones acústicos junto con electrónica en un entorno improvisado, por lo general dando actuaciones en solitario. También han presentado apararenses invitados de Knut Reiersrud, Ingebrigt Håker Flaten, Jon Christensen y beatboxer Julian Sommerfelt. Además de saxófonos y electrónica, Kornstad toca algo que llama "flutonett", que es una flauta acoplada a una boquilla de clarinete.
Desde 2003, Kornstad se ha centrado en sus proyectos en solitario, en los que toca saxofones acústicos junto con electrónica en un entorno improvisado, por lo general dando actuaciones en solitario. También han presentado apararenses invitados de Knut Reiersrud, Ingebrigt Håker Flaten, Jon Christensen y beatboxer Julian Sommerfelt. Además de saxófonos y electrónica, Kornstad toca algo que llama "flutonett", que es una flauta acoplada a una boquilla de clarinete.
Durante una estadía en Nueva York en 2009, Kornstad se interesó por la ópera y comenzó a tomar clases de canto con maestros allí. Desde el otoño de 2011 ha sido alumno de Operahøgskolen (KHiO), y debutó como cantante tenor en la Den Norske Opera en febrero de 2012 como Il Podesta en una producción estudiantil de la ópera de Mozart La finta giardiniera. En 2011 fue nominado para el Spellemannprisen, en la categoría de este año de Jazz Record, por Symphonies in My Head (Jazzland, 2011). Luego presentó su nuevo proyecto, Tenor Battle, que combina ópera y jazz, en el Festival Internacional de Jazz Nattjazz en Bergen. La nueva banda podría describirse como una especie de orquesta de salón actualizada, inspirada en la era LP, donde los estándares del jazz coexisten con las arias y las baladas de la ópera son seguidas por improvisaciones en el estilo conocido de Kornstad. Kornstad es conocido como uno de los principales saxofonistas noruegos, con un tono tan cálido que uno puede fundirse libremente, su voz tiene el mismo impacto.

## Honores
- 2002: Kongsberg Jazz Award, dentro del Håkon Kornstad Trio
- 2012: Alistado como "El talento merece más reconocimiento" en el saxofón tenor en la encuesta anual de críticos de Down Beat
- 2014: Premio Guinness Jazz en Europa[4]
- 2015: Buddyprisen[5]

## Discografía
| Álbumes como solista - Single Engine (Jazzland Recordings, 2007), with Bugge Wesseltoft (Hammond B3 Organ), Knut Reiersrud (guitar), Ingebrigt Håker Flaten (double bass) - Dwell Time (Jazzland Recordings, 2009), with recordings from Sofienberg kirke, (Jan Erik Kongshaug (sound engineer), produced by Kornstad) - Symphonies in My Head (Jazzland Recordings, 2011), with recordings from Sofienberg kirke, (produced by Kornstad) Con Håkon Kornstad Trio - Space available (Jazzland Recordings, 2001) - Live from Kongsberg (Jazzland Recordings, 2003) Con 'Håkon Kornstad Band - Tenor Battle (Grabaciones de Jazzland, 2015) Con 'Kornstad Ensemble y la Norwegian Radio Orchestra' - Kornstad + KORK Live (Grappa Music, 2017) Con Wibutee - Newborn Thing (Jazzland Recordings, 1998) - Eight Domestic Challenges (Jazzland Recordings, 2001) - Playmachine (Jazzland Recordings, 2004) - Sweet Mental (Sonne Disk, 2006) Con Tri-Dim - Tri-Dimprovisations (bp, 1999) - Tri-Dim feat. Barry Guy (Sofa Recordings, 2001) Con Håvard Wiik (dúo) - Eight Tunes We Like (Moserobie, 2005) - The Bad and the Beautiful (Moserobie, 2006) | Con Maria Kannegaard - Maryland (Moserobie, 2008) - Maryland - ¡Vive! (Moserobie, 2009) Con Ingebrigt Håker Flaten y J Jon Christensen. - Mitt hjerte alltid vanker (Compunctio, 2011) - Mitt hjerte alltid vanker II (Compunctio, 2011) Con otros - Schlinger (Smalltown Supersound, 2003), con Paal Nilssen-Love - Comunidad Jazzland (Jazzland Recordings, 2007), con varios artistas - Rito (Grappa, 2008), con Unni Løvlid - Elise (Compunctio, 2008), con Ingebrigt Håker Flaten Con Ketil Bjørnstad - A Passion for John Donne (ECM, 2014) Con Sternklang - My Time is Yours (dBut, 2003) - Transistor Beach (dBut, 2006) Con No Spaghetti Edition - Listen ... and tell me what it was (Sofa Recordings, 2001) - Pasta variations (Sofa Recordings, 2002) Con otros - Glow (Curling Legs, 2000), with Jacob Young - Moving (Jazzland Recordings, 2001), with Bugge Wesseltoft - Open Reminder (Melektronikk, 2004), with ARM - Retrospective (F Communications, 2006), with Laurent Garnier - "Liarbird" (Jazzland Recordings, 2011), with Ola Kvernberg |